# Federico Moccia
Federico Moccia (ur. 20 lipca 1963 w Rzymie) – włoski reżyser filmowy, a także scenarzysta i pisarz.

## Życiorys[1]
Syn reżysera Giuseppe Moccii, lepiej znany pod pseudonimem artystycznym Pipolo, był razem z Franco Castellano autorem scenariuszy do pierwszych komedii, których bohaterami byli uwielbiani we Włoszech: Totò, Franco oraz Ciccio. Wyreżyserował też cieszące się dużym powodzeniem komedie lat 70. i 80. XX wieku, takie jak: Il bisbetico domato, Attila flagello di Dio, Il ragazzo di campagna, czy Innamorato pazzo.
Federico Moccia zadebiutował w 1982 jako asystent reżysera przy realizacji Attila flagello di Dio. W 1987 spróbował pierwszy raz samemu, reżyserując
Palla al centro. Film ten nie został zauważony. Już rok wcześniej reżyser związał się z telewizją, będąc jednym z autorów scenariusza do pierwszej serii I ragazzi della 3ª C. W 1989 był zarówno reżyserem jak i autorem scenariusza do projektu College. Serial ten, w którym wystąpiła m.in. miss Italii Federica Moro spotkał się z dobrym przyjęciem. Przez długie lata Moccia współpracował przy produkcji programów telewizyjnych (I Cervelloni, Fantastica italiana, Ciao Darwin, Chi ha incastrato Peter Pan?, Domenica In oraz Il treno dei desideri).
W 1992 wydał swoją pierwszą powieść Tre metri sopra il cielo. Najpierw znalazł się w tarapatach, nie mogąc znaleźć żadnego domu wydawniczego, który zgodziłby się zainwestować w jej wydanie. Za własne pieniądze udało mu się sfinalizować projekt wydawniczy w mało znanym wydawnictwie Il Ventaglio. Książka ukazała się w niewielkim nakładzie 16 listopada. Powieść okazała się sukcesem. Nie do zdobycia na rynku księgarskim, zaczęła być kopiowaną przez samą młodzież, trafiając z rąk do rąk.
W 1996 nakręcił według własnego scenariusza Classe mista 3ª A. Komedia ta, w której wystąpił przyjaciel reżysera prezenter telewizyjny Paolo Bonolis nie spotkała się z głośnym przyjęciem. Moccia wrócił więc do pracy w telewizji.
W 2004 powieść Tre metri sopra il cielo została wznowiona przez jedno z poważniejszych na włoskim rynku księgarskim wydawnictw Giangiacomo Feltrinelli Editore. Wydanie to zostało znacznie okrojone w porównaniu do wydania z 1992. Za sukcesem książki poszła w parze jej ekranizacja. Film Tre metri sopra il cielo (reż. Luca Lucini, w rolach głównych Riccardo Scamarcio, Katy Saunders) był pierwszy raz wyświetlany we włoskich salach kinowych 12 marca 2004. W tym samym roku Moccia otrzymał nagrody "Torre di Castruccio" oraz "Insula Romana". Książka została przetłumaczona na kilka języków europejskich, zdobywając popularność także w Japonii i Brazylii.
Moccia, zachęcony sukcesem powieści, napisał jej drugą część Ho voglia di te, którą wydał 9 lutego 2006. Nagrodzona włoską nagrodą Premio Cimitile, również druga część historii Babi Gervasi i Stepa, została przeniesiona na duży ekran. Premiera filmu Ho voglia di te miała miejsce 9 marca 2007 (reż. Luis Prieto, w rolach głównych Riccardo Scamarcio, Laura Chiatti). Film zarobił 16 mln euro.
Kolejną opublikowaną powieścią reżysera była powieść Scusa ma ti chiamo amore, wydana w wydawnictwie Rizzoli 17 kwietnia 2007. Film na podstawie książki, w reżyserii samego autora, wszedł do włoskich kin 25 stycznia 2008. W rolach głównych wystąpili Michela Quattrociocche i Raoul Bova. Mocci wydał w tym samym roku książkę, będącą zapisem jego pracy nad powieścią i filmem: Diario di un sogno. Le fotografie, i miei appunti, le mie emozioni, dal set del film «Scusa ma ti chiamo amore».
W wydawnictwie Rizzoli 28 maja 2007 ukazała się kolejna powieść Mocciego Cercasi Niki disperatamente oraz opowiadanie La passeggiata. Dom wydawniczy Feltrinelli wydał 2 czerwca tego samego roku 3MSC. Emozioni e sogno. Tre metri sopra il cielo. Lo spettacolo, opowidającą o musicalu, którego scenariusz powstał na podstawie powieści Tre metri sopra il cielo.
Kolejnym sukcesem reżysera była powieść Amore 14, wydana 2 października 2008. Moccia na jej podstawie nakręcił film pod tym samym tytułem, który wszedł do włoskich sal kinowych 30 października 2008 (w rolach głównych Veronica Olivier, Raniero Monaco di Lapio, Pietro De Silva, Pamela Villoresi).
Odpowiedzią reżysera na dobre przyjęcie Amore 14 było napisanie kolejnej powieści, która miała być kontynuacją Scusa ma ti chiamo amore zatytułowanej Scusa ma ti voglio sposare (w księgarniach od 2009). Moccia sam wyreżyserował ekranizację. Film Scusa ma ti voglio sposare miał włoską premierę 12 lutego 2010.

## Krytyka
Od 2004 twórczość Federico Mocci spotyka się z krytyką ze strony świata literackiego oraz młodzieży. Zarzuca mu się, iż w powieściach i w filmach przyjął styl zbyt "młodzieżowy", pozwalając na opowiadanie historii banalnych o ile nie wulgarnych. U części włoskiej młodzieży zaobserwowano fenomen "antymoccianizmu", który charakteryzuje się odrzucaniem modeli prezentowanych przez twórcę, uważając je za nieautentyczne. Na blogach internetowych i w wypowiedziach medialnych część młodzieży nazywa twórczość Mocci "ogłupianiem nowych generacji". Podczas transmisji telewizyjnej "Chiambretti Night Show" na Canale 5, gdzie miała miejsce debata dotycząca twórczości Mocci, włoski muzyk Pino Scotto był wyrazicielem przeciwnych Mocci prądów.

## Twórczość

### Książki[23]
- Tre metri sopra il cielo, Rzym, Ventaglio, 1992; Rzym, Capasso, 1998; Mediolan, Feltrinelli, 2004 (wydanie polskie Trzy metry nad niebem w tłum. Krystyna i Eugeniusz Kabatcowie, 2005 ISBN 83-7319-719-2).
- Ho voglia di te, Mediolan, Feltrinelli, 2006 (wydanie polskie Tylko ciebie chcę w tłum. Anny Niewęgłowskiej, 2008 ISBN 978-83-7495-251-4).
- Scusa ma ti chiamo amore, Mediolan, Rizzoli, 2007 (wydanie polskie Wybacz, ale będę ci mówiła skarbie w tłum. Anny Niewęgłowskiej, 2008 ISBN 978-83-7495-719-9).
- La passeggiata, Mediolan, Rizzoli, 2007.
- Cercasi Niki disperatamente, Mediolan, Rizzoli, 2007.
- 3MSC. Emozioni e sogno. Tre metri sopra il cielo. Lo spettacolo, Mediolano, Feltrinelli, 2007.
- Diario di un sogno. Le fotografie, i miei appunti, le mie emozioni, dal set del film scusa ma ti chiamo amore, Mediolan, Rizzoli, 2008.
- Amore 14, Mediolan, Feltrinelli, 2008 (wydanie polskie Amore 14 w tłum. Anny Niewęgłowskiej i Karoliny Stańczyk, 2010 ISBN 978-83-7495-786-1).
- Scusa ma ti voglio sposare, Mediolan, Rizzoli, 2009 (wydanie polskie "Wybacz, ale chcę się z tobą ożenić" w tłum. Karoliny Stańczyk, 2011 ISBN 978-83-7495-661-1).
- Tres veces tu, hiszpańskie wydawnictwo „Planeta”, 2017

### Filmografia[1][24]

#### Reżyseria
- 1987 – Palla al centro
- 1996 – Classe mista 3A
- 2008 – Wybacz, ale będę ci mówiła skarbie (Scusa ma ti chiamo amore)
- 2009 – Amore 14
- 2010 – Wybacz, ale chcę się z tobą ożenić (Scusa ma ti voglio sposare)

#### Scenariusze
- 1988 – Natura contro
- 2004 – Tre metri sopra il cielo
- 2007 – Ho voglia di te